# Joel Toivola

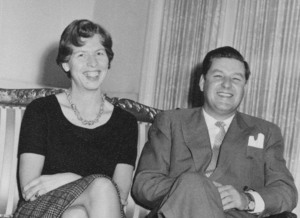
Joel Toivola med makan Eli.

Joel Toivola, född 15 december 1915 i Helsingfors, död där 21 oktober 1999, var en finländsk diplomat. Han var son till Urho Toivola.
Toivola var under vinterkriget anställd vid Statens informationsverk, blev politices magister 1946 och trädde samma år i utrikesförvaltningens tjänst. Han blev attaché i Köpenhamn 1947, i Moskva 1950 och legationssekreterare i Prag 1952. Han försattes 1953 ett halvår i disponibilitet och var därefter 1954 byråsekreterare vid utrikesministeriet tills han 1954 utsågs till legationssekreterare. Hans första chefspost utomlands var som chargé d'affaires och konsul i Tel Aviv 1958. Han var 1961–1967 ambassadör i Peking, där han av allt att döma radikaliserades. Han försattes 1967 i disponibilitet på nytt men blev inom kort konsultativ tjänsteman och chef för administrativa avdelningen 1969. Han fick sina sista ambassadörsposter i Prag 1967 med sidoackreditering i Tirana, i Bern 1976 och samtidigt i Lissabon 1977–1979; pensionerades 1982. 
Toivola intog en märklig position vid utrikesministeriet, där han ofta stod i opposition mot andra ledande tjänstemän. President Urho Kekkonen var hans vän, vilket gav honom ett starkt skydd. Toivola hade utan tvekan goda kontakter till den kinesiska statsledningen, men då han visade förståelse för den kinesiska kulturrevolutionen lät Kekkonen kalla hem honom.